# Victim of Love (альбом)
Victim of Love (в пер. с англ. Жертва любви) — тринадцатый студийный альбом британского автора-исполнителя Элтона Джона, который вышел в 1979 году.
Это альбом, выпущенный во время большой популярности стиля диско. Альбом не получил широкого признания и стал одним из самых плохо продаваемых альбомов, уступая только альбомам Leather Jackets (1986) и Ice on Fire (1985).
Заглавный трек альбома имел умеренный успех в качестве сингла. Он достиг 31-го места в американском Billboard Hot 100.

## Об альбоме
Альбом по сей день остаётся самым коротким в дискографии Элтона Джона.
Это один из немногих альбомов, в которых Джон не участвовал в написании музыки и записи инструментальных партий, исполняя только партии вокала. Также это первый альбом, записанный без участия группы Элтона. Следующим таким альбомом станет The Union, записанный совместно с Леоном Расселлом. Кроме того, это один из двух альбомов (на пару с A Single Man), записанный без участия Берни Топина.
Также альбом примечателен тем, что тура в его поддержку не проводилось, кроме того, ни одна песня с него никогда не исполнялась вживую.
При перевыпуске альбома на CD в 80-х произошла ошибка, из-за которой сбились границы треков: первые 45 секунд песни «Spotlight» стали относиться к предыдущей композиции. В 2003 году альбом был переиздан, в результате чего было не только улучшено звучание альбома и инструментальных партий, но и исправлена эта ошибка.

## Запись
Запись проходила в Musicland в Мюнхене и в Rusk Sound Studios в Голливуде.

## Список композиций
| №  | Название                    | Автор(ы)                               | Длительность |
| -- | --------------------------- | -------------------------------------- | ------------ |
| 1. | «Johnny B. Goode»           | Чак Берри                              | 8:06         |
| 2. | «Warm Love in a Cold World» | Пит Белотт, Стефан Уиснет, Гюнтер Молл | 3:22         |
| 3. | «Born Bad»                  | Пит Белотт, Джефф Бастоу               | 6:20         |

| №                   | Название               | Автор(ы)                                 | Длительность |
| ------------------- | ---------------------- | ---------------------------------------- | ------------ |
| 1.                  | «Thunder in the Night» | Пит Белотт, Майкл Хофман                 | 4:40         |
| 2.                  | «Spotlight»            | Пит Белотт, Стефан Уиснет, Гюнтер Молл   | 4:22         |
| 3.                  | «Street Boogie»        | Пит Белотт, Стефан Уиснет, Гюнтер Молл   | 3:53         |
| 4.                  | «Victim of Love»       | Пит Белотт, Сильвестр Левей, Джерри Рикс | 5:02         |
| Общая длительность: | Общая длительность:    | Общая длительность:                      | 35:43        |

## Участники записи
Приведены по сведениям базы данных Discogs.
| Музыканты: - Элтон Джон — ведущий вокал, бэк-вокал - Майкл Макдональд — бэк-вокал в «Victim of Love» - Кит Форси — барабаны - Тодд Кенеди — барабаны - Патрик Симмонс — бэк-вокал в «Victim of Love» - Тор Балдурссон — клавишные, аранжировщик - Тим Кансвилд — ритм-гитара - Паулинью да Кошта — перкуссия - Рой Дэвис — клавишные - Стив Люкатер — гитарное соло в «Warm Love in a Cold World» и «Born Bad» - Маркус Миллер — бас-гитара - Ленни Пикетт — саксофон в «Johnny B. Goode» - Джулия Тиллман Уотерс — бэк-вокал - Крейг Снайдер — соло-гитара - Стефани Спруил — бэк-вокал - Максин Уиллард Уотерс — бэк-вокал | Технический персонал: - Пит Белотт — продюсер - Питер Людман — звукорежиссёр, инженер сведе́ния - Ханс Менцель — ассистент звукорежиссёра - Кэролайн Тэпп — ассистент звукорежиссёра - Роман Олеарчук — звукооператор - Брайан Гарднер — инженер мастеринга - Тревор Вейч — музыкальный подрядчик - Джерри Симпсон — координатор производственного процесса - Джо Блэк — координатор проекта - Дэвид П. Бейли — фотограф - Jubilee Graphics — художественное оформление и дизайн упаковки |

## Позиции в хит-парадах и сертификации
| Хит-парад (1979—1980)            | Высшая позиция | Пребывание в чарте |
| -------------------------------- | -------------- | ------------------ |
| Австралия (Kent Music Report)    | 20             | нет данных         |
| Великобритания (UK Albums Chart) | 41             | 3 недель           |
| Канада (RPM Albums Chart)        | 28             | 13 недель          |
| Новая Зеландия (RMNZ)            | 44             | 1 неделя           |
| Норвегия (VG-lista)              | 18             | 2 недели           |
| США (Billboard Top LPs & Tape)   | 35             | 10 недель          |

| Регион                                                      | Сертификация | Продажи |
| ----------------------------------------------------------- | ------------ | ------- |
| Австралия (ARIA)                                            | Золотой      | 20 000^ |
| Канада (Music Canada)                                       | Золотой      | 50 000^ |
| ^ Данные о тиражах приведены только на основе сертификации. |              |         |